# Campeonato Mundial de Judo de 1989
El XIX Campeonato Mundial de Judo se celebró en Belgrado (Yugoslavia) entre el 12 y el 15 de octubre de 1989 bajo la organización de la Federación Internacional de Judo (IJF) y la Federación Yugoslava de Judo. 

## Medallistas

### Masculino
| Evento            | Oro                           | Plata                         | Bronce                                                  |
| ----------------- | ----------------------------- | ----------------------------- | ------------------------------------------------------- |
| –60 kg            | Amiran Totikashvili URSS      | Tadanori Koshino Japón        | Dashgombyn Battulga Mongolia Yoon Hyun Corea del Sur    |
| –65 kg            | Dragomir Bečanović Yugoslavia | Udo Quellmalz RDA             | Bruno Carabetta Francia Serguei Kosmynin URSS           |
| –71 kg            | Toshihiko Koga Japón          | Mike Swain Estados Unidos     | Li Chang-Su Corea del Norte Gueorgui Tenadze URSS       |
| –78 kg            | Kim Byung-Joo Corea del Sur   | Tatsuto Moshida Japón         | Waldemar Legień · Polonia · Bashir Varayev · URSS       |
| –86 kg            | Fabien Canu Francia           | Ben Spijkers · Países Bajos   | Stefan Freudenberg RFA Axel Lobenstein RDA              |
| –95 kg            | Koba Kurtanidze URSS          | Odvoguin Balzhinniam Mongolia | Marc Meiling · RFA · Robert Van de Walle · Bélgica      |
| +95 kg            | Naoya Ogawa Japón             | Frank Moreno García · Cuba    | Rafał Kubacki · Polonia · Grigori Verichev · URSS       |
| Categoría abierta | Naoya Ogawa Japón             | Akaki Kibordzalidze URSS      | Kim Kun-Soo Corea del Sur Alexander von der Groeben RFA |

### Femenino
| Evento            | Oro                                | Plata                      | Bronce                                                      |
| ----------------- | ---------------------------------- | -------------------------- | ----------------------------------------------------------- |
| –48 kg            | Karen Briggs Reino Unido           | Fumiko Esaki Japón         | Jessica Gal · Países Bajos · Cécile Nowak · Francia         |
| –52 kg            | Sharon Rendle Reino Unido          | Alessandra Giungi · Italia | Cho Min-Sun · Corea del Sur · Maritza Pérez Cárdenas · Cuba |
| –56 kg            | Cathérine Arnaud Francia           | Ann Hughes Reino Unido     | Miriam Blasco Soto · España · Jung Sun-Yong · Corea del Sur |
| –61 kg            | Cathérine Fleury Francia           | Yelena Petrova URSS        | Takako Kobayashi Japón Gabriele Ritschel RFA                |
| –66 kg            | Emanuela Pierantozzi · Italia      | Hikari Sasaki Japón        | Claire Lecat · Francia · Odalis Revé Jiménez · Cuba         |
| –72 kg            | Ingrid Berghmans · Bélgica         | Yoko Tanabe Japón          | Aline Batailler Francia Wu Weifeng China                    |
| +72 kg            | Gao Fenglian China                 | Regina Sigmund RFA         | Natalina Lupino · Francia · Beata Maksymow · Polonia        |
| Categoría abierta | Estela Rodríguez Villanueva · Cuba | Sharon Lee Reino Unido     | Yoko Tanabe Japón Ying Zhang China                          |

## Medallero
| Núm. | País            | Oro | Plata | Bronce | Total |
| ---- | --------------- | --- | ----- | ------ | ----- |
| 1    | Japón           | 3   | 5     | 2      | 10    |
| 2    | Francia         | 3   | 0     | 5      | 8     |
| 3    | URSS            | 2   | 2     | 4      | 8     |
| 4    | Reino Unido     | 2   | 2     | 0      | 4     |
| 5    | Cuba            | 1   | 1     | 2      | 4     |
| 6    | Italia          | 1   | 1     | 0      | 2     |
| 7    | Corea del Sur   | 1   | 0     | 4      | 5     |
| 8    | China           | 1   | 0     | 2      | 3     |
| 9    | Bélgica         | 1   | 0     | 1      | 2     |
| 10   | Yugoslavia      | 1   | 0     | 0      | 1     |
| 11   | RFA             | 0   | 1     | 4      | 5     |
| 12   | RDA             | 0   | 1     | 1      | 2     |
| 12   | Mongolia        | 0   | 1     | 1      | 2     |
| 12   | Países Bajos    | 0   | 1     | 1      | 2     |
| 15   | Estados Unidos  | 0   | 1     | 0      | 1     |
| 16   | Polonia         | 0   | 0     | 3      | 3     |
| 17   | Corea del Norte | 0   | 0     | 1      | 1     |
| 17   | España          | 0   | 0     | 1      | 1     |
|      | TOTAL           | 16  | 16    | 32     | 64    |